# Oberonia brachystachys
Oberonia brachystachys är en orkidéart som beskrevs av John Lindley. Oberonia brachystachys ingår i släktet Oberonia och familjen orkidéer. Inga underarter finns listade i Catalogue of Life.